# اشلی وینسنت
اشلی وینسنت (انگلیسی: Ashley Vincent؛ زادهٔ ۲۶ مهٔ ۱۹۸۵) بازیکن فوتبال اهل بریتانیا است.
از باشگاه‌هایی که در آن بازی کرده‌است می‌توان به باشگاه فوتبال ولورهمپتون واندررز، باشگاه فوتبال چلتنهام تاون، باشگاه فوتبال کولچستر یونایتد، باشگاه فوتبال آلدرشات تاون، باشگاه فوتبال ووستر سیتی، باشگاه فوتبال شروزبری تاون، و باشگاه فوتبال پورت ویل اشاره کرد.